# Букатинка
Бука́тинка — село в Україні, у Бабчинецькій сільській громаді Могилів-Подільського району Вінницької області. Населення становить 440 осіб.

## Розташування
Букатинка знаходиться за 25 км від м. Могилів-Подільський. Село розташоване на лівому березі річки Мурафи, на схилах, тягнеться смугою понад річкою. Каньйон Мурафи тут має максимальний рівень глибини - 110 м (подібний рівень в р-ні с. Буша), що надає ландшафту вигляду  гірської  місцевості. По інший бік Мурафи - дубово-грабовий ліс, на скелях.
Біля греблі з обох боків річки виступає червоний мігматит і пегматит. На правому березі знаходиться ряд гранітних кар’єрів, у яких можна спостерігати мігматити, які контактують із піроксеновими сланцями. Кристалічні породи відслонюються до висоти 12 м над рівнем річки. Вище вони перекриваються вендськими пісковиками.
Вище за течією - с. Грушка. Між Грушкою та Букатинкою знаходиться відслонення Грушанської світи.  

## Історія
Відомо, що цей край заселений людьми дуже давно. На теренах Букатинщини знайдені чисельні природні, археологічні, культурні пам'ятки епохи палеоліту, мезоліту, Буго-дністровської, Трипільської культур, неоліту, часу слов'ян, давньоруського часу, козацької доби. Про давнє поселення «Бокотинці» («Богатинці») згадується у документах 1604 році, є вона на картах царя Петра І.
Найпершу згадку про поселення Букатинка знаходимо в акті Люблінського коронного трибуналу Речі Посполитої в 1606 році — Букатинці (Bukatiсce).
До нашого часу збереглись самобутні назви кутки села - Село, Липник, Горби, Левада, Шлях, Луг…
Нижче за течією лежить стародавнє «мертве місто» Виднівка, Янкулів (Мервинці), де на скалах зберігся до 19 ст. напис «Йозеф Скульптор», фортеця Буша, а вище за течією знаходиться унікальне напів-овальне городище — Паданів Ліс на гранітних скелях Мурафи, недалеко Григорівське городище.
Збереглася легенда про козака-каменотеса Бакоту, про його маму, що з дитиною єдині залишились живими, вийшовши з підземного ходу, і сховались серед скель, у чагарниках. Ще залишились ці підземелля з численними підземними ходами, де, за легендою, ховалось населення під час нападу турків, татар.
За роки історичних, археологічних досліджень в Букатинці та Вилах знайдені поховання давньоруських воїнів зі списами, горщиками, трипільська кераміка з поселення «Зруб».

#### ХІХ-ХХ ст.
Майже всі селяни - українці, православні: 800 чоловіків, 796 жінок. Є кілька міщан католиків, німецького походження (родина Геде), декілька єврейських сімей: Дикер Ел., Янкель, Фукс З., Орун Л.
Головне заняття — землеробство. Багато займаються здобуттям кам'яних брил з яких виробляють могильні пам'ятники, млинарські жорна, столи тощо.
В 1880 р. в селі було у пана Мар'яна Квіриновича Оржехівського 200 селян та ще 200 «власних», було ще у нього під маєтком 17 д., рільна 556 д., лісу 43 д., пасовисько 17 д., під сіно 102 д., невгіддя 21 д., всього 758 дес. землі. Пан Ясинський продав людям землю за селом. В кінці села жили Костецькі. В лужку дуже багато черепків. Казали що там жили гончарі. Знаходять там ями, каміни від печей, різні пряслиця, чорні черепки посуду та срібні і золоті римські монети.
У 1888 р. на місті старої церкви, що існувала з 1703 року, побудований та освячений на честь Здвиження чесного Хреста Господня дерев'яний храм. Це кошти парафіян 11700 рублів золотом. На місці престолу старої церкви поставлений хрест. Дзвіниця - дар Тимофія Сауляка. Землі церковної: маєток — 1д. 1135 саж., пахотн. - 41 д. 1600 саж. Причтові побудови зведені на гроші поземельного збору у 1887—1889 р. 
Перша церковно-приходська школа була заснована у 1880 році, мала два класи і знаходилася в приміщенні сільського диякона Лазаркевича. З 1893 року школа мала своє приміщення, побудована була з дерева першої церкви Воздвиження Христа.
Напередодні Першої світової війни земство заходилось будувати двоповерхову чотирикласну малювальну школу для каменотесів-кустарів. В 1917 році вона була урочисто відкрита. Перша директорка нової школи була Крижанівська Олена Сильвестрівна (1895 - 1970). Батько сироти був священиком. Закінчила Тульчинське вчительське училище. Почала працювати у 17 років (1912 р.).  Її безкоштовно харчували та проживала вона за рахунок держави. Працювала на Майорщині, у Сл. Бушанській, у Троповій, у Садках, Вилах. Попрацювала 39 років. На пенсії працювала 2 роки у яслах в Букатинці. Чоловік її Аркадій Яровицький загинув в млину. Писав чудові вірші. Йому відірвало руку. Пішла гангрена по тілу. Другий чоловік, брат Аркадія, Еразм (Разьо), втік в Румунію, відсидів 12 р. Ще працював вчитель з Михайлівки Ткач Радіон Іванович (до 1920 р.). В школі було три групи. 50 дітей не могли вчитися, не вистачало місця. Отримували вчителі в місяць 30 руб. Відкладати вдавалось 15 руб. Виписували газети, часописи. В селі був свій театр. Грали в ньому вчителі. Були декорації, гітари, костюми. А також хор і духовий оркестр. 
7 (20) листопада 1917 року, відповідно до Третього Універсалу Української Центральної Ради, увійшло до складу Української Народної Республіки.
В роки Другої світової школа була зруйнована авіабомбою і вщент спалена. Тільки в середині п'ятдесятих років її відбудували всією громадою села. Всередині 70-х її необґрунтовано закривають, попри те, що в районі вона була одна з найкращих.

#### Каменотеси Букатинки
Першопричиною виникнення каменотесного промислу в с. Букатинка стало розташування тут потужних покладів пісковику.  За переказами, початок кам’яної промисловості в Ямпільському повіті заклали каменотеси-італійці. На початку ХІХ ст. поміщик із м. Дзигівка замовив з Італії каменотесів для своїх цілей, які приїхали й оселилися в сусідньому селі Русава, де почали розробляти камінь. Вони принесли із собою технічні прийоми добування й обробки каменю та навчили цьому місцевих мешканців. Урешті-решт, покинуті італійцями каменоломні дісталися селянам, які продовжили цю справу.
Розквіт місцевого каменярства відбувся наприкінці ХІХ — на початку ХХ ст. з появою німецького вихідця Геде. Еміль Карлович Геде (Emil Goede) тут оселився в 1880-х, мав 2 млини. В с. Бандишівка була відкрита «Фабрика жерновыхъ камней Емиля Гёде». Кам’яні вироби постачалися для будівництва Немирівського палацу - 89 колон, 122 карнизи тощо. Також договори на постачання деталей у 1896 році укладав архітектор Е. Крамарж із прусським підданим Фрідріхом Урбаном  — власником каменоломні з сусіднього села «Марвінці» (Мервинці).
У 1923 році було створено Букатинське кустарно-промислове кооперативне товариство «ГОРПРОМ». Воно об’єднало каменотесів з-понад половини сіл у межах Могилівської округи. За архівними даними, у Букатинці в 1933 році функціонував промколгосп ім. Котовського. Серед 358 об’єднаних у ньому селянських господарств  68 займалися  каменотесним  промислом, переважно виготовляючи точила. У 1940 році 25 каменотесів працювали в кар’єрі букатинського колгоспу ім. Ворошилова, де добували бутовий камінь. У промартілі каменотесну продукцію виробляли на держзамовлення, однак сакральні й деякі побутові вироби там не виготовлялися, тому майстри самостійно цим займалися. Відтак тесали для власних потреб та на конкретні замовлення «слупи» (стовпчики для воріт), «жолуби» (корита для напування худоби, птиці), столи, «кирничники» (цямрини для колодязів), будівельні деталі для господарських споруд, сходи, підвіконня, «коменки» (комини), арцаби для підземних погребів тощо.
1978-го в Букатинці працювали лише 11 каменотесів. Того року тут уперше побував скульптор Олексій Альошкін із майбутньою дружиною Людмилою. Художників "зачарувала" Букатинка, і вони оселилися тут. Завдяки творчому подружжю Букатинка стала відома на всю Україну, як мистецький простір зі скульптурами, музеями та іншими арт-об'єктами. 
12 червня 2020 року, відповідно до Розпорядження Кабінету Міністрів України № 707-р «Про визначення адміністративних центрів та затвердження територій територіальних громад Вінницької області» увійшло до складу Бабчинецької сільської громади.
19 липня 2020 року, в результаті адміністративно-територіальної реформи та ліквідації Чернівецького району, село увійшло до складу новоутвореного Могилів-Подільського району.

## Галерея

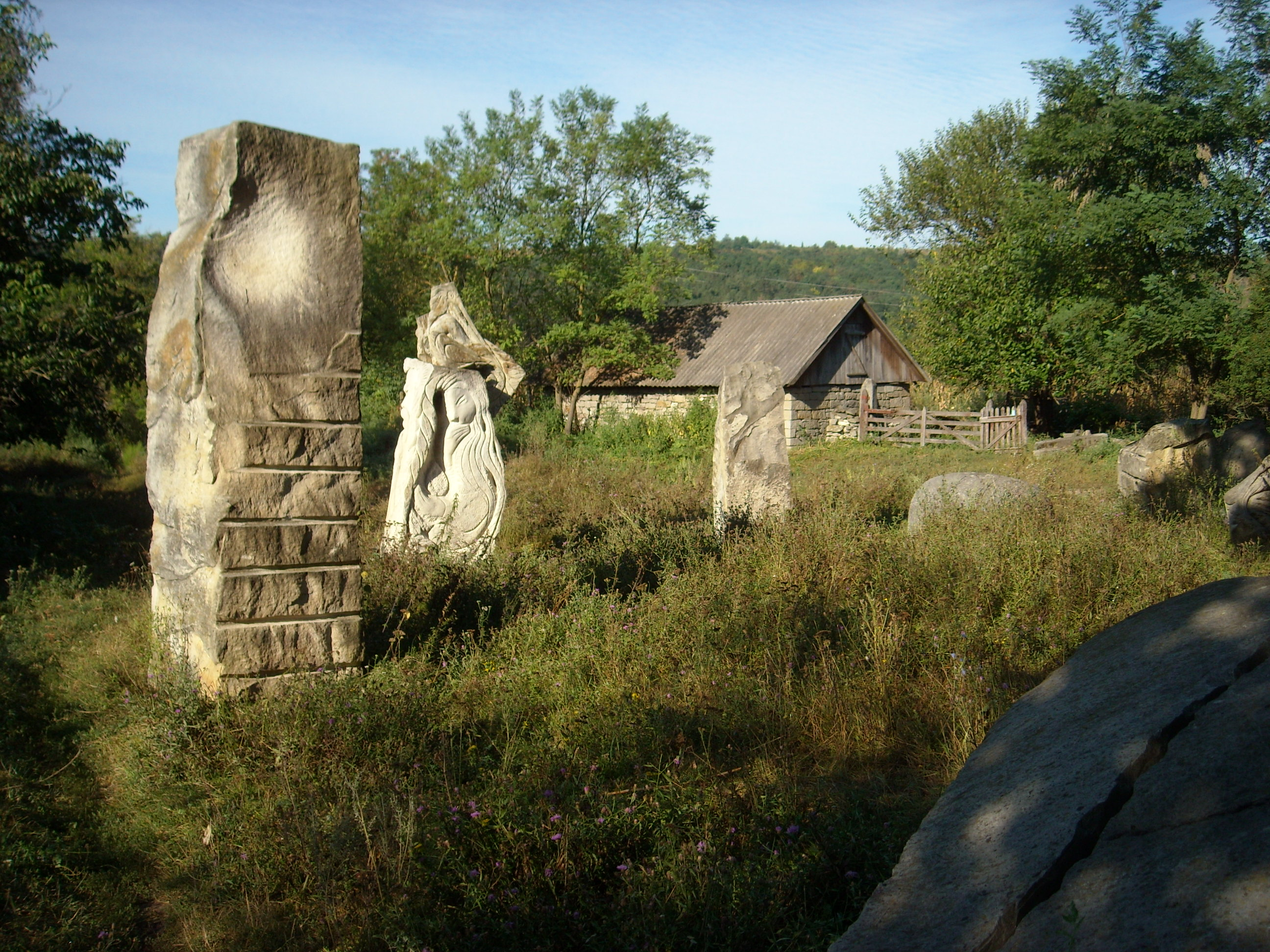
Скульптура в селі Букатинка
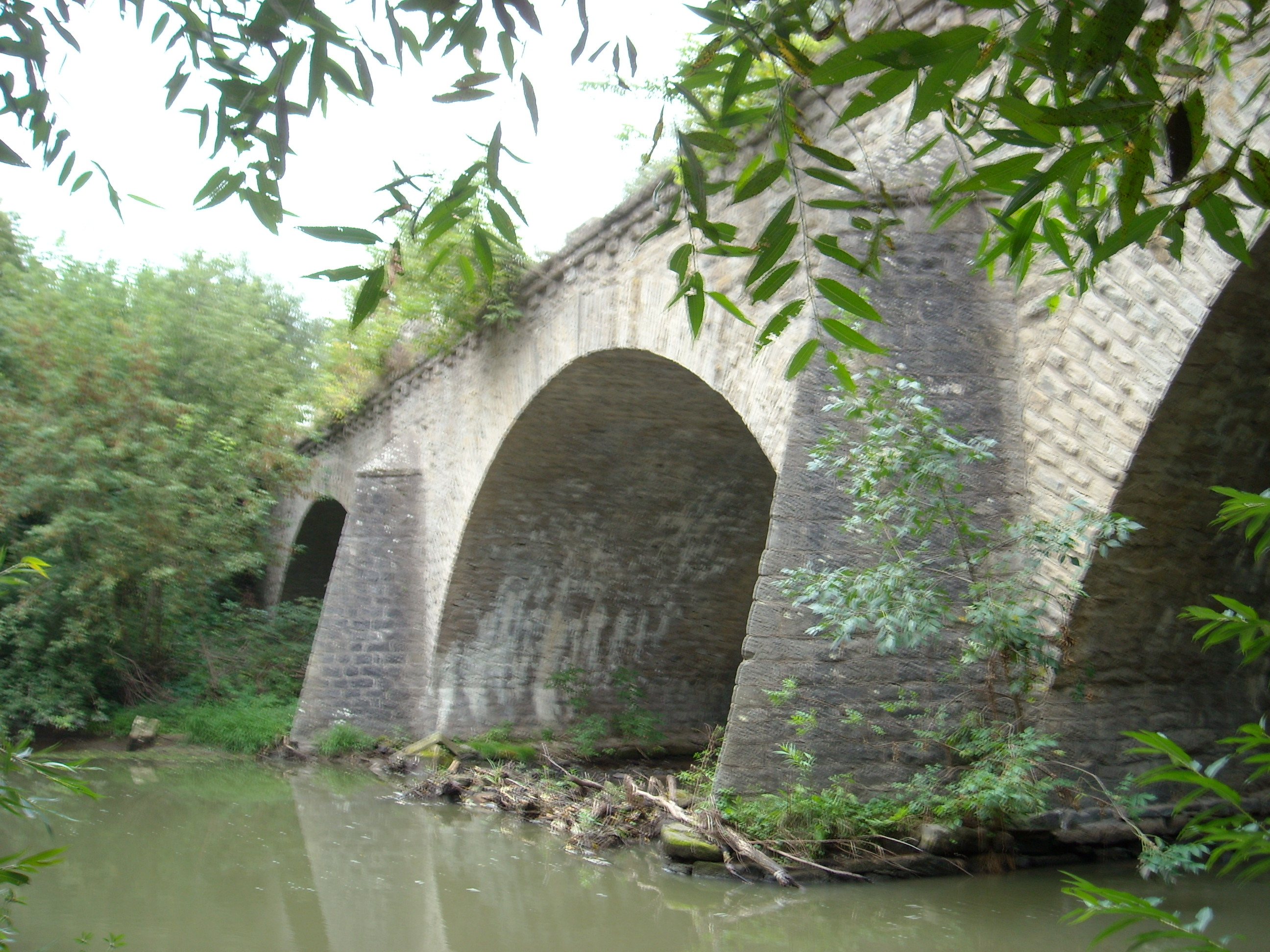
Міст через Мурафу